# Allianz Cup 2011
L'Allianz Cup 2011 è stato un torneo professionistico di tennis femminile giocato sulla terra rossa. È stata la 21ª edizione del torneo, che fa parte dell'ITF Women's Circuit nell'ambito dell'ITF Women's Circuit 2011. Si è giocato a Sofia in Bulgaria dal 12 al 18 settembre 2011.

## Partecipanti

### Teste di serie
| Nazionalità | Giocatrice            | Ranking* | Testa di serie |
| ----------- | --------------------- | -------- | -------------- |
| Svezia      | Johanna Larsson       | 60       | 1              |
| Francia     | Mathilde Johansson    | 65       | 2              |
| Spagna      | Laura Pous Tió        | 75       | 3              |
| Francia     | Alizé Cornet          | 95       | 4              |
| Italia      | Romina Oprandi        | 131      | 5              |
| Spagna      | Sílvia Soler Espinosa | 141      | 6              |
| Romania     | Alexandra Cadanțu     | 148      | 7              |
| Russia      | Nina Bratčikova       | 150      | 8              |

- Ranking al 29 agosto 2011.

### Altre partecipanti
Giocatrici che hanno ricevuto una wild card:
- Radina Dimitrova
- Hristina Dishkova
- Viktorija Tomova
- Ani Vangelova

Giocatrici che sono passate dalle qualificazioni:
- Denisa Allertová
- Andreea Mitu
- Ioana Raluca Olaru
- Isabella Šinikova
- Vaszilisza Bulgakova (lucky loser)

## Campionesse

### Singolare
Sílvia Soler Espinosa ha battuto in finale  Romina Oprandi, 2–6, 6–6, ret.

### Doppio
Nina Bratčikova /  Darija Jurak hanno battuto in finale  Alexandra Cadanțu /  Ioana Raluca Olaru, 6–4, 7–5